# Mandla Manzini
Mandla Manzini (* unbekannt in Eswatini) ist ein ehemaliger eswatinischer Fußballspieler auf der Position des Mittelfelds. Er war zuletzt für die Moneni Pirates und die Eswatinische Fußballnationalmannschaft aktiv. Sein Spitzname lautet Toy.

## Karriere

### Verein
Seine Vereinskarriere begann Manzini in seiner eswatinischen Heimat, wo er ab dem Jahr 1990 im Kader der Moneni Pirates stand. Ob er dem Verein bereits davor angehörte, ist aus den Quellen hingegen nicht ersichtlich. Hier stand er an der Seite von Johannes Lukhele und Torhüter Christopher Khoza, im Finale des Swazi Cup 1990 gegen die Mbabane Highlanders, welches jedoch mit 1:0 verloren ging. Ob Manzini seine Karriere nach Ablauf der Saison 1990 beendete, weiterhin im Kader der Moneni Pirates verblieb oder zu einem anderen Verein wechselte und dort seine Karriere fortführte, ist nicht bekannt.

### Nationalmannschaft
Sein Debüt für die Eswatinische Fußballnationalmannschaft gab Manzini am 20. Januar 1990, im Freundschaftsspiel unter den damaligen Trainer Mbuso Dlamini, gegen die Mannschaft des Staates Botswana (3:1). Noch im gleichen Jahr folgten weitere Länderspieleinsätze in Freundschaftsspielen gegen die Mannschaften Tansania (0:1), Malawi (0:0), Simbabwe (4:4 5:3 n.E) und Mosambik (0:0). Zudem nahm er an der Seite von Simon Thwala, Ronnie Dube und Brian Sibandze an der Qualifikation zum Afrika-Cup 1992 teil, konnte dabei jedoch keine nennenswerten Erfolge erzielen. Seinen letzten Einsatz im Trikot der Sihlangu bestritt Manzini am 25. August 1990 im Freundschaftsspiel gegen die Mannschaft des afrikanischen Staates Botswana (1:3 n. V.).